# Johnnie Maitland
Francis John Victor „Johnnie” Maitland (ur. 3 grudnia 1914 w Goulburn, zm. 18 stycznia 1988 we Frankston) – australijski strzelec, olimpijczyk.
Jego rodzicami byli Francis Maitland Morley (1878-1930) i Sarah Jane McInnes (1878-1969). Urodził się jako piąte, a zarazem najmłodsze dziecko tej pary (miał także rodzeństwo przyrodnie ze strony matki). Jego pradziadkowie i prababcie ze strony matki pochodzili z różnych części Zjednoczonego Królestwa (ze Szkocji, Irlandii i Anglii).
Służył jako kapitan w Australian Army. Do armii został zaciągnięty 25 listopada 1936 roku w Queanbeyan. Walczył na froncie podczas II wojny światowej, w czasie której znalazł się m.in. we Francji i Syrii. W tej ostatniej został schwytany w lipcu 1941 roku, jednak udało mu się odzyskać wolność jeszcze w tym samym miesiącu. W stan spoczynku przeszedł 1 listopada 1945 roku. 
Wystąpił na igrzyskach olimpijskich w Melbourne (1956), gdzie pojawił się w jednej konkurencji. Zajął 28. miejsce w pistolecie szybkostrzelnym z 25 metrów (startowało 35 zawodników).

## Wyniki olimpijskie
| Igrzyska | Konkurencja                   | Wynik              | Miejsce | Źródło |
| -------- | ----------------------------- | ------------------ | ------- | ------ |
| IO 1956  | Pistolet szybkostrzelny, 25 m | 526 pkt. (256-270) | 28      | [ 9 ]  |